# MÁV Hargita típus
A  MÁV Hargita típusú motorvonatai a Ganz és Társa által a Magyar Királyi Államvasutak megrendelésére gyártott, négyrészes, két öttengelyes motorkocsiból és a közéjük sorozott két négytengelyes motormellékkocsiból álló, zárt motorvonatok voltak. A három motorvonat a második világháború eseményei miatt csak jelentős késéssel kerültek üzembe. Az időközben megváltozott utazási igények miatt a MÁV nem rendelte meg a típus sorozatgyártását, ezért a hazai utasforgalomban nem játszottak jelentős szerepet, azonban műszaki alapját képezték a Ganz Vagon- és Gépgyár által az 1950-es években a ČSD részére gyártott M 495.0–2 sorozatú motorvonatai és M 275.1 sorozatú motorkocsijai és a DR VT 12.14 sorozatú motorvonatai számára és szintén a Hargita motorvonatok konstrukcióján alapultak a MÁV fővonali dízelesítésének első szakaszában meghatározó típusnak számító ABbmot és részben a Bbmot 631-652 pályaszámú motorkocsik is.

## Története
A Ganz és Társa az Argentin Államvasutak (Ferrocarriles del Estado, röviden: Estado) számára 1938–1939-ben szállított Bariloche- és Catamarca-típusú háromrészes motorvonatok sikerei nyomán 1939-ben hasonló motorvonatokat ajánlott a Magyar Királyi Államvasutak részére. A luxuskivitelű háromrészes motorvonatok két négytengelyes motorkocsiból és egy közéjük kapcsolt mellékkocsiból álltak volna. A motorkocsik gépes forgóvázába egy-egy 320 lóerő (235 kW) teljesítményű nyolchengeres soros hengerelrendezésű, VIII JaT 170/240 típusú Ganz–Jendrassik szívó dízelmotor beépítését tervezték, így a motorvonat 2×320 lóerő összteljesítménye 110 km/h legnagyobb sebességet tett volna lehetővé. A gyár és a vasút között folyó tárgyalások nyomán a motorvonatok végleges kivitele 1942-re alakult ki. Mivel a motorvonatokkal 120 km/h sebesség elérését tervezték, ezért a gyár a korábban ajánlottak helyett nagyobb teljesítményű dízelmotorok beépítését javasolta: így erőforrásként az átalakított M 251.0 sorozatú, Székely-gyorsmotorvonatként közlekedő motorkocsikban próbaüzemet teljesítő 450 lóerő (331 kW) teljesítményű, 12 hengeres V-hengerelrendezésű, XII Jv 170/240 típusú Ganz–Jendrassik szívó dízelmotorok alkalmazása mellett döntöttek, melyek módosított, 1B tengelyelrendezésű gépes forgóvázba építenek be. Bár kedvező tapasztalatokat szereztek az egyik M 251.0 sorozatú motorkocsi épített körmös kapcsolós sebességváltóval, a kisebb műszaki kockázat érdekében a már hagyományos, lamellás ötfokozatú mechanikus sebességváltó alkalmazására esett a választás. Futóforgóvázként eleinte az Árpád gyorsmotorvonatok forgóvázainak módosított kivitelének beépítését tervezték, azonban a nagyobb járműtömeg miatt a Cak 5301 prototípus személykocsi forgóvázát választották. A forgóváz-járműszekrény kapcsolatként különleges kialakítású, ún. Ganz–Rónai-rendszerű csúszótámok (más néven: csúszópofák) alkalmazását választották, mivel a hajtott forgóvázban gépiberendezés jelentős helyet foglalt el, ugyanakkor a forgóváz forgáspontja a kocsiszekrény túlzott túlnyúlásának elkerülésére (mely a kocsihomlokok erőteljes szűkítését igényelte volna) a forgóváz hossz-középvonalának olyan elöl lévő pontjára adódott, ahol a motor helyezkedik el, ezért ott valóságos forgócsapot nem lehetett kialakítani. Másrészt a szekrény-alátámasztást a tengelyterhelés kiegyenlítése érdekében pedig ennél lényegesen hátrább fekvő keresztmetszetben volt szükséges elhelyezni. A Ganz–Rónai-rendszerű csúszótámok, melyek egy elöl fekvő elméleti forgáspontot és egy ettől hátrább elhelyezhető szekrényalátámasztás kialakítását biztosították. A motorkocsikat egyenként 55 db 3. osztályú ülőhelyes, oldalfolyosós utastérrel és valamint az utastér a géptér között poggyásztérrel, míg a mellékkocsit négy, egyenként hat ülőhelyes másodosztályú utasfülkével, egy 32 fős étteremmel és konyhával látták el. A MÁV 1942 októberében 3 db háromrészes motorvonatot rendelt, melyeket a Kárpátok legmagasabb hegyvonulatáról, a második bécsi döntés nyomán újra Magyarországhoz került Hargitáról neveztek el, tekintettel arra, hogy közlekedtetésüket a Budapest–Sepsiszentgyörgy vonalon tervezték. A motorkocsik kijelölt pályaszámai 31–36, a mellékkocsiké 301–303 voltak. A motorvonatokhoz, melyek szállítását a gyár 1944-re vállalta, 1943-ban egy-egy további, kilenc, egyenként hat ülőhelyes másodosztályú utasfülkével ellátott mellékkocsit is rendeltek. A motorkocsik pályaszámai időközben Camot M 440.700–705-ra az éttermes mellékkocsiké Batx 3920–3922-re módosult, a fülkés személykocsiknak a Bax 3900–3902 pályaszámokat jelölték ki. A bár a gyár a motorvonatok legyártotta, azokat front közeledtével nem tudta készre szerelni, így a MÁV azokat 1944-ben csak ideiglenesen vette át. A harcok elől a motorvonatok motorkocsijait (gépiberendezés beépítése nélkül, azokat külön csomagolva) és mellékkocsijait 1944 októberében több részletben Rábapordányba tervezték menekíteni tárolásra. Az egyik ilyen menet során légitámadás következtében több jármű megsérült, sőt két motorkocsi valószínűleg nem is jutott el oda. A Rábapordányba került példányokat a Csepreg–Répcevis vonalra szállították tovább. A második világháború után három motorkocsit Ausztria területén találtak meg. A három Magyarországon maradt motorkocsit és három mellékkocsit a Vörös Hadsereg „T–CCCP” hadizsákmány-jellel (T=трофейный, azaz zsákmány) és pályaszámmal birtokba vette. A járművek erősen sérült, kifosztott állapotban voltak. 1948-ban az Ausztriába került motorkocsik is hazakerültek, azonban az 1940-es évek végéig nem volt sem gyártói, sem járműjavítói kapacitás a járművek helyreállítására. A járművek további sorsa eltérően alakult.

### A kormányzati Hargita motorvonat
Az első motorvonat újjáépítését 1949-ben kezdték meg. A járműszerkezeti részt a Ganz jóvátételi leterheltsége miatt a Dunakeszi Főműhely készítette, míg a Ganz Vagon- és Gépgyár feladata a gépiberendezésre és a forgóvázakra koncentrálódott. A motorvonatot 1951-re tervezték elkészíteni, azonban  miniszteri rendeletre az első két, munkába vett  (M 440.700–701 pályaszámú) motorkocsi és egy mellékkocsit kormányzati motorvonatként építették újjá. Az egyik, MÁV 47 pályaszámmal ellátott motorkocsiban konyhát, éléskamrát, étkező szalont, hálókamrát, fa- és szénkamrát és egy szolgálati szakaszt, a másik, MÁV 46 pályaszámú motorkocsiban hálószobát, hálófülkéket, zuhanyzót, valamit rádió- és távbeszélőszobát, míg (az eredetileg végig fülkés), 57 pályaszámú mellékkocsiban hálótermet, hálófülkéket, mosdó és zuhanyzóhelyiséget, kis szalont alakítottak ki. A motorkocsik tömege kb. 61 tonnára, tengelyterhelésük 15,4 tonnára, a mellékkocsi tömege 42 tonnára nőtt. A motorkocsik homlokára a külföldi közlekedtethetőség érdekében harmadik fényszórót is szereltek. A "MÁV-zöld" színűre fényezett motorvonat 1951-ben készült el és azokat különféle próbamenetek után a Csehszlovák Államvasutak részére is bemutatták, többek között a Magas-Tátrán át, hegyipályán. Bemutató nyomán a ČSD három- majd négy részes Hargita-motorvonatokat (M 495.0-1, majd M 295.0-1 sorozat) és Hargita-gépiberendezésű vontató motorkocsikat (M 275.1 sorozat) rendelt. A motorvonat elkészülte után az alsó két fényszóró kivitelét  módosították és a motorkocsik vezetőállásos homlokára nagy méretű szárnyaskereket szereltek. Az 1950-es évek végén a kormányzati motorvonatot egy további mellékkocsival bővítették: az egyik, eredetileg éttermes mellékkocsit kilenc hálófülkével látták el és az 58 pályaszámra számozták. Ez a mellékkocsi csak a menetek egy részében volt a vonatba sorozva. A szerelvényt az 1960-as és az 1970-es évek közepén is felújították, az előbbi során új forgóvázak kerültek beépítésre. A kormányzati Hargita motorvonatot végül 1990-ben selejtezték. A járműveket nem bontották el, hanem a két motorkocsit 2003-ban Szentesen felújították és ezután a Magyar Vasúttörténeti Parkba kerültek. A két mellékkocsi felújítása anyagiak függvénye.

### Hargita motorvonatok az utasforgalomban
Az első, közforgalmi célra helyreállított Hargita járművek elkészültére 1954. elején került sor, ekkor a Cbmot 324 (eredetileg M440-703) pályaszámú motorkocsi, a Batx 3900 pályaszámú éttermes mellékkocsi és a 2. osztályúból 2.-3. osztályúra átalakított BCax 3920 pályaszámú fülkés mellékkocsi került üzembe. A Dunakeszi Főműhely által készre szerelt járművek az eredeti, az ablaksávban krémszínű, míg az ablakok alatt meggyvörös fényezést kaptak és megmaradtak motorkocsi áramvonalas burkolatába süllyesztett fényszórók is. A másik motorkocsi elkészültének késése miatt az egy motorkocsi + két mellékkocsi összeállítású szerelvénnyel végeztek Budapest–Nyíregyháza között menetrendi próbákat, majd rövid időre letétbe kerültek, azonban a Cbmot 323 (korábban M440-702) elkészültével még 1954. folyamán a komplett motorvonat végül üzembe állt és a Budapest–Nyíregyháza, valamint a Budapest–Pécs vonalon gyorsvonatként közlekedett.
1956-ban az új osztályjelölések bevezetésével motorkocsik jelölése Bbmot 323–324-re, a mellékkocsiké Aatx 3900-ra, illetve ABax 3920-ra változott. A motorvonatok üzemkészsége 1958-ig viszonylag alacsony volt, több esetben hosszabb ideig üzemen kívül állt a szerelvény. A motorvonatot Dunakeszi Főműhely 1959-ben ismételten felújította, melynek során "MÁV-zöld" színű fényezést és a kormányzati Hargita motorvonathoz hasonló fényszórókat kapott (azonban harmadik fényszóróval nem szerelték fel). A motorvonat ettől kezdve Budapest–Wien-expressz néven Bécsbe, később Budapest–Belgrád között is közlekedett.
A harmadik MÁV Hargita motorvonat helyreállítása csak 1960-ra készült el, tehát több évvel az 1950-es években megrendelt csehszlovák és keletnémet Hargita motorvonatok és a MÁV ABb motorkocsijainak forgalomba állását követően. Az előzővel azonos kivitelben elkészült szerelvény két (eredetileg M440-704–706 számot viselő) motorkocsija a Bbmot 325–326, míg a mellékkocsik az Aatx 3901 és ABax 3921 pályaszámokat kapták. Mindkét közforgalmú Hargita motorvonat Rákos Motorüzemfőnökség állományába tartozott. A második motorvonat csak igen rövid ideig létezett, mivel a Bbmot 326 pályaszámú motorkocsi 1962-ben leégett és a járművet selejtezni kellett. A megmaradt járművekből egyetlen négy-, illetve alkalmanként ötrészes szerelvényt állítottak ki, utóbbi esetben Bbmot + Aatx + ABax + ABax + Bbmot összeállításban. A motorkocsik Rónai-támos gépes forgóvázai több alkalommal vezettek a járművek kisiklásához és egy ilyen esemény pecsételte meg a Hargita motorvonat közforgalmú pályafutását is: 1967-ben a Bbmot 324 kisiklott és a töltésről is lefordult, s emiatt még abban az évben selejtezték.

### Szakszolgálati pályafutás
A megmaradt, Bbmot 323 és 325 pályaszámú motorkocsikat is kivonták a közforgalomból és az Aatx 3901, valamint az ABax 3902 pályaszámú mellékkocsikkal együtt a MÁV Központi Felépítményvizsgáló Főnökséghez helyezték át. A járművekre a központi ütköző-vonókészülékek és a szélső szükségütközők helyett szabványos ütközőket, valamint szabványos vonóhorgot és csavarkapcsot szereltek és az utas- és poggyásztereket a szakszolgálat igényeinek megfelelő berendezéssel és felszerelésekkel ellátva alakították át. A járműveket oldal- és homlokfalait vörös-, illetve a tetőt és a szoknyát világosszürke színűre fényezték. A két motorkocsit a futó forgóváz felőli végeken szükség vezetőállással látták el. A motorkocsik szakszolgálati pályafutásának két újabb kisiklásos baleset vetett véget, előbb a Bbmot 325, majd a néhány hónappal később a 323 pályaszámúval 1974-ben. A balesetek nyomán megállapították, hogy a siklásveszély csak áttervezett futóművel, új hajtott forgóvázakkal volna kiküszöbölhető, amelyet nem láttak gazdaságosan megvalósíthatónak. Így a motorkocsikat már nem javították meg, hanem mind a Bbmot 323, mind a 325 pályaszámút 1976-ban selejtezték.

A szakszolgálati feladatot ellátott mellékkocsik közül az utolsó példányt 2000-ben selejtezték.